# Skylan Brooks
Skylan Brooks (* 12. Februar 1999 in Torrance, Kalifornien) ist ein US-amerikanischer Schauspieler.

## Leben und Karriere
Skylan Brooks wurde in der Stadt Torrance, im Großraum Los Angeles geboren. In Los Angeles besuchte er die View Park Preparatory Accelerated Elementary Charter School. Sein Vater, Sherman Brooks, ist der Begründer des Unternehmens TS Talent Management and Consulting, das sich der Förderung und Unterstützung von Schauspielern und Musikern verschrieben hat.
2008 war er im Kurzfilm The Van Pelt Family erstmals vor der Kamera zu sehen. Danach folgte eine kleine Rolle im Film Sieben Leben. In den darauffolgenden Jahren, war er vermehrt in Independent-Filmen zu sehen. 2013 wurde er für das Sozialdrama Mister & Pete gegen den Rest der Welt als Mister in einer der Hauptrollen besetzt. Durch diese Rolle konnte er seine Popularität steigern. Dem Regisseur, George Tillman Jr., war es dabei wichtig, dass er und sein Hauptdarstellerkollege, Ethan Dizon, die beide aus Los Angeles stammten, eine gewisse Zeit in New York verbrachten, um sich am Ort der Handlung in die Lage derer versetzen zu können, die sie im Film darstellten. Für seine Darstellung in dem Film wurde Brooks bei den Young Artist Awards in der Kategorie Bester Hauptdarsteller in einem Spielfilm nominiert. 2015 war Brooks im Sportdrama Southpaw als Hoppy zu sehen. Von 2016 bis 2017 wirkte er in der Dramaserie The Get Down als Ra-Ra Kipling in einer Hauptrolle mit, die beim Streamingdienstanbieter Netflix veröffentlicht wurde.
2017 war Brooks als Clarence Lewis im Filmdrama Crown Heights zu sehen. Ein Jahr darauf wirkte er als Chubs im Science-Fiction-Thriller The Darkest Minds – Die Überlebenden mit. Ebenfalls 2018 stellte er in der einzig produzierten Staffel der Serie Unsolved, die in den 1990er Jahren angesiedelt ist, verkörperte er den Rapper Snoop Dogg. In der Serie Empire übernahm er von 2018 bis 2020 als Qunicy in der fünften und der finalen sechsten Staffel der Serie eine Nebenrolle. 2019 stellte er in der zweiten Staffel der Horror-Anthologie-Serie Castle Rock die Figur Timothy dar. Für den 2020 veröffentlichten Actionfilm Archenemy war Brooks als Hamster in einer zentralen Rolle zu sehen.

## Filmografie (Auswahl)
- 2008: Sieben Leben (Seven Pounds)
- 2009: iCarly (Fernsehserie, Episode 3x02)
- 2010: Our Family Wedding
- 2010: Ships Wrecked Cove (Kurzfilm)
- 2011: Childrens Hospital (Fernsehserie, Episode 3x05)
- 2012: A Beautiful Soul
- 2012: Noobz
- 2012: General Education
- 2013: Mister & Pete gegen den Rest der Welt (The Inevitable Defeat of Mister & Pete)
- 2014: Oliver, Stoned! (als Erzähler)
- 2015: Southpaw
- 2016–2017: The Get Down (Fernsehserie, 11 Episoden)
- 2017: Crown Heights
- 2018: Unsolved (Fernsehserie, 2 Episoden)
- 2018: The Darkest Minds – Die Überlebenden (The Darkest Minds)
- 2018–2020: Empire (Fernsehserie, 10 Episoden)
- 2019: Emmett
- 2019: Castle Rock (Fernsehserie, 5 Episoden)
- 2020: Archenemy
- 2021: No Running

## Auszeichnungen und Nominierungen
Young Artist Award
- 2014: Nominierung als Bester Hauptdarsteller in einem Spielfilm für Mister & Pete gegen den Rest der Welt